# Hyundai i20 N Rally1
El Hyundai i20 N Rally1 es un vehículo de competición basado en el Hyundai i20 N con homologación Rally1 y construido por el Hyundai Motorsport para su uso en competiciones de rally. Este vehículo hizo su debut en el Rally de Montecarlo de 2022, resultando sexto al volante de Thierry Neuville.

## Desarrollo
Hasta febrero de 2021, Hyundai no se había pronunciado sobre su continuidad en el Campeonato Mundial de Rally en 2022 debido a no tener la aprobación desde su sede central. Finalmente el 31 de marzo, la FIA y WRC Promoter anunciaron que los constructores presentes en el campeonato (Hyundai, Toyota y M-Sport) firmaron un acuerdo de tres años para participar con los nuevos Rally1 híbridos hasta la temporada 2024.
Al ser el último en confirmar su participación, Hyundai partió en desventaja en cuanto al desarrollo de su automóvil llamado Hyundai i20 N WRC Rally1. La presentación en sociedad del i20 N Rally1 se dio en mayo de 2021 en unos test sobre tierra que Hyundai realizó en el sur de Francia. El objetivo de este test fue el de comprender el comportamiento del automóvil, sus fortalezas y debilidades y planificar los próximos pasos de acuerdo con las conclusiones de esta primera salida.
A finales de octubre de 2021, Hyundai realizó en el norte de Italia una simulación de rally llevada a cabo por sus tres pilotos (Thierry Neuville Ott Tänak y Dani Sordo). En esta simulación de rally se simuló la distancia de una prueba en cada día probando las nuevas zonas de solo energía eléctrica, además de recrear un servicio de asistencia de mediodía y zonas de ajuste de neumáticos para hacer que la simulación de rally lo más realista posible.
En noviembre, Hyundai reveló la forma definitiva del i20 N WRC Rally1 en unos tests realizados en Alsacia, Francia, en unas condiciones similares a la que se encontraran en las primeras fechas del campeonato de Montecarlo y Suecia. El aspecto final del i20 N es radicalmente distinto del modelo usado en las pruebas previas, de las que solo se conservaron las llantas. Se rediseño la caja de la transmisión y varios componentes internos, así como del diferencial trasero, en cuanto al chasis, el i20N tiene un nuevo spoiler trasero y difusor, así como un nuevo frontal con respecto al vehículo que rodó en Italia.
El primer y único contratiempo en el desarrollo del i20 N WRC Rally1 se dio en a principios de diciembre cuando Thierry Neuville probando el automóvil en Francia tuvo una salida de carretera. Tanto Neuville como su copiloto Martijn Wydaeghe no presentaron heridas de gravedad pero i20 N tuvo que detener su programa de pruebas unos días hasta ser reparado.

## Características técnicas

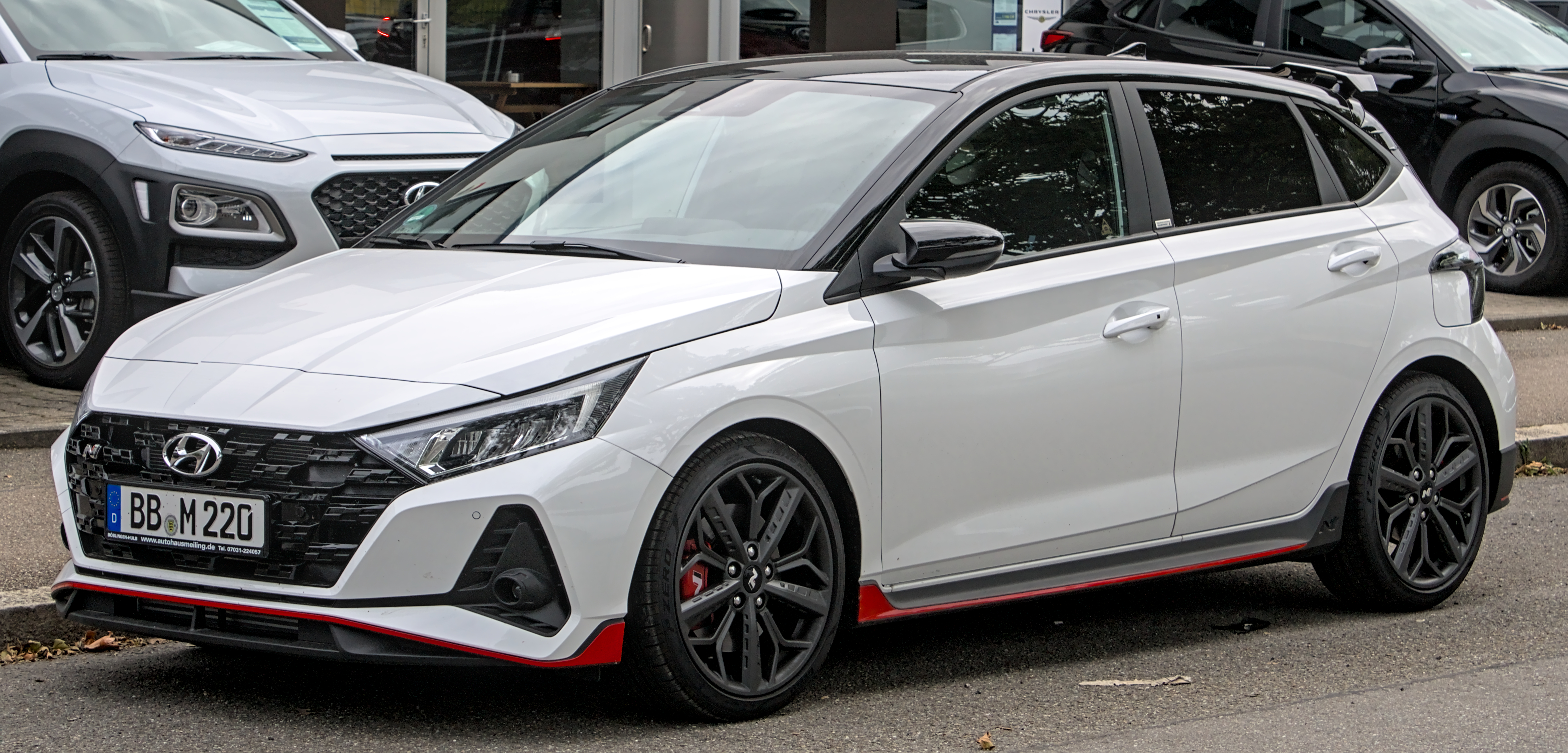
Hyundai i20

El i20 N WRC Rally1 incorpora algunos elementos de su predecesor, el i20 Coupe WRC, entre ellos el motor de combustión interna que es el T-GDI de 1.6 litros y cuatro cilindros con distribución de doble árbol de levas en cabeza de 16 válvulas e inyección directa, que entrega una potencia de 280 kW (381 CV). Este último se combina con un motor eléctrico de 100 kW que puede girar a una velocidad máxima de 12.000 rpm. Juntos, los dos motores alcanzan una potencia combinada de 378 kW (514 CV). La batería de 3,9 kWh del sistema híbrido se recarga a través de un enchufe externo como los híbridos enchufables o cuando el vehículo frena o frena por inercia, permitiendo una autonomía en modo puramente eléctrico de unos 20 kilómetros. El sistema de recuperación de energía es producido por Compact Dynamics y es estándar para todos los automóviles. La transmisión consta de un sistema con embrague automático (AKS) y caja de cambios secuencial semiautomática de 5 velocidades con acoplamiento delantero.

## Resultados en el Campeonato Mundial de Rallys

### Campeonatos mundiales
| Año  | Título                                             | Competidor       | Carreras | Victorias | Podios | Puntos |
| ---- | -------------------------------------------------- | ---------------- | -------- | --------- | ------ | ------ |
| 2024 | Campeonato Mundial de Rally de la FIA de Pilotos   | Thierry Neuville | 13       | 2         | 6      | 242    |
| 2024 | Campeonato Mundial de Rally de la FIA de Copilotos | Martijn Wydaeghe | 13       | 2         | 6      | 242    |

### Rallys ganados
| Año  | No. | Rally                               | Superficie | Piloto           | Copiloto         | Equipo                  |
| ---- | --- | ----------------------------------- | ---------- | ---------------- | ---------------- | ----------------------- |
| 2022 | 1   | 19º Rally d'Italia Sardegna         | Tierra     | Ott Tänak        | Martin Järveoja  | Hyundai Shell Mobis WRT |
| 2022 | 2   | 71th Secto Rally Finland            | Tierra     | Ott Tänak        | Martin Järveoja  | Hyundai Shell Mobis WRT |
| 2022 | 3   | 57. Ardeca Ypres Rally Belgium      | Asfalto    | Ott Tänak        | Martin Järveoja  | Hyundai Shell Mobis WRT |
| 2022 | 4   | 66. EKO Acropolis Rally Greece      | Tierra     | Thierry Neuville | Martijn Wydaeghe | Hyundai Shell Mobis WRT |
| 2022 | 5   | 7th FORUM8 Rally Japan              | Asfalto    | Thierry Neuville | Martijn Wydaeghe | Hyundai Shell Mobis WRT |
| 2023 | 6   | 20º Rally d'Italia Sardegna         | Tierra     | Thierry Neuville | Martijn Wydaeghe | Hyundai Shell Mobis WRT |
| 2023 | 7   | 1. Central European Rally           | Asfalto    | Thierry Neuville | Martijn Wydaeghe | Hyundai Shell Mobis WRT |
| 2024 | 8   | 92ème Rallye Automobile Monte-Carlo | Mixto      | Thierry Neuville | Martijn Wydaeghe | Hyundai Shell Mobis WRT |
| 2024 | 9   | 71st Rally Sweden                   | Nieve      | Esapekka Lappi   | Janne Ferm       | Hyundai Shell Mobis WRT |
| 2024 | 10  | 21º Rally d'Italia Sardegna         | Tierra     | Ott Tänak        | Martin Järveoja  | Hyundai Shell Mobis WRT |
| 2024 | 11  | 68. EKO Acropolis Rally of Gods     | Tierra     | Thierry Neuville | Martijn Wydaeghe | Hyundai Shell Mobis WRT |
| 2024 | 12  | 2. Central European Rally           | Asfalto    | Ott Tänak        | Martin Järveoja  | Hyundai Shell Mobis WRT |
| 2025 | 13  | 69. EKO Acropolis Rally of Gods     | Tierra     | Ott Tänak        | Martin Järveoja  | Hyundai Shell Mobis WRT |

### Resultados completos en el Campeonato Mundial de Rallys
| 2    | Oliver Solberg          | MON Ret | SWE 6             | CRO Ret | POR    | ITA     | SAF 10  | EST 13  | FIN Ret | BEL 4   | GRE     | NZL 5   | ESP    | JPN     |         | 33      | 12.º | 457 | 2.º  |     |     |
| 6    | Dani Sordo              | MON     | SWE               | CRO     | POR 3  | ITA 3   | SAF     | EST     | FIN     | BEL     | GRE 3   | NZL     | ESP 5  | JPN Ret |         | 59      | 8.º  | 457 | 2.º  |     |     |
| 8    | Ott Tänak               | MON Ret | SWE 20            | CRO 2   | POR 6  | ITA 1   | SAF Ret | EST 3   | FIN 1   | BEL 1   | GRE 2   | NZL 3   | ESP 4  | JPN 2   |         | 205     | 2.º  | 457 | 2.º  |     |     |
| 11   | Thierry Neuville        | MON 6   | SWE 2             | CRO 3   | POR 5  | ITA 41  | SAF 5   | EST 4   | FIN 5   | BEL 20  | GRE 1   | NZL 4   | ESP 2  | JPN 1   |         | 193     | 3.º  | 457 | 2.º  |     |     |
| 2023 | Hyundai Shell Mobis WRT |         |                   |         |        |         |         |         |         |         |         |         |        |         |         |         |      |     |      |     |     |
| 2023 | Hyundai Shell Mobis WRT | 3       | Teemu Suninen     | MON     | SWE    | MEX     | CRO     | POR     | ITA     | SAF     | EST 5   | FIN 4   | GRE    | CHL Ret | EUR 6   | JPN     |      | 42  | 9.º  | 432 | 2.º |
| 2023 | Hyundai Shell Mobis WRT | 4       | Esapekka Lappi    | MON 8   | SWE 7  | MEX Ret | CRO 3   | POR 3   | ITA 2   | SAF 13  | EST 3   | FIN Ret | GRE 5  | CHL Ret | EUR Ret | JPN 4   |      | 113 | 6.º  | 432 | 2.º |
| 2023 | Hyundai Shell Mobis WRT | 6       | Dani Sordo        | MON 7   | SWE    | MEX 5   | CRO     | POR 2   | ITA Ret | SAF 5   | EST     | FIN     | GRE 3  | CHL     | EUR     | JPN Ret |      | 63  | 8.º  | 432 | 2.º |
| 2023 | Hyundai Shell Mobis WRT | 11      | Thierry Neuville  | MON 3   | SWE 3  | MEX 2   | CRO 33  | POR 5   | ITA 1   | SAF DSQ | EST 2   | FIN 2   | GRE 20 | CHL 2   | EUR 1   | JPN 13  |      | 189 | 3.º  | 432 | 2.º |
| 2023 | Hyundai Shell Mobis WRT | 42      | Craig Breen       | MON     | SWE 2  | MEX     | CRO WD  | POR     | ITA     | SAF     | EST     | FIN     | GRE    | CHL     | EUR     | JPN     |      | 19  | 14.º | 432 | 2.º |
| 2024 | Hyundai Shell Mobis WRT |         |                   |         |        |         |         |         |         |         |         |         |        |         |         |         |      |     |      |     |     |
| 2024 | Hyundai Shell Mobis WRT | 4       | Esapekka Lappi    | MON     | SWE 1  | SAF 12  | CRO     | POR     | ITA     | POL     | LAT Ret | FIN 43  | GRE    | CHL Ret | EUR     | JPN     |      | 33  | 12.º | 558 | 2.º |
| 2024 | Hyundai Shell Mobis WRT | 6       | Dani Sordo        | MON     | SWE    | SAF     | CRO     | POR 5   | ITA 3   | POL     | LAT     | FIN     | GRE 2  | CHL     | EUR     | JPN     |      | 44  | 9.º  | 558 | 2.º |
| 2024 | Hyundai Shell Mobis WRT | 8       | Ott Tänak         | MON 4   | SWE 41 | SAF 8   | CRO 4   | POR 2   | ITA 1   | POL 40  | LAT 3   | FIN Ret | GRE 3  | CHL 3   | EUR 1   | JPN Ret |      | 200 | 3.º  | 558 | 2.º |
| 2024 | Hyundai Shell Mobis WRT | 9       | Andreas Mikkelsen | MON 6   | SWE    | SAF     | CRO 6   | POR     | ITA     | POL 6   | LAT     | FIN     | GRE    | CHL     | EUR 31  | JPN 31  |      | 40  | 11.º | 558 | 2.º |
| 2024 | Hyundai Shell Mobis WRT | 11      | Thierry Neuville  | MON 1   | SWE 4  | SAF 5   | CRO 3   | POR 3   | ITA 41  | POL 4   | LAT 8   | FIN 2   | GRE 1  | CHL 4   | EUR 3   | JPN 6   |      | 242 | 1.º  | 558 | 2.º |
| 2025 | Hyundai Shell Mobis WRT |         |                   |         |        |         |         |         |         |         |         |         |        |         |         |         |      |     |      |     |     |
| 2025 | Hyundai Shell Mobis WRT | 1       | Thierry Neuville  | MON 6   | SWE 3  | SAF 3   | ESP 7   | POR 4   | ITA 19  | GRE 5   | EST 3   | FIN     | PAR    | CHL     | EUR     | JPN     | SAU  | 114 | 5.º  | 347 | 2.º |
| 2025 | Hyundai Shell Mobis WRT | 8       | Ott Tänak         | MON 5   | SWE 4  | SAF 2   | ESP 6   | POR 2   | ITA 2   | GRE 1   | EST 2   | FIN     | PAR    | CHL     | EUR     | JPN     | SAU  | 162 | 1.º  | 347 | 2.º |
| 2025 | Hyundai Shell Mobis WRT | 16      | Adrien Fourmaux   | MON 3   | SWE 40 | SAF 16  | ESP 5   | POR Ret | ITA 20  | GRE 3   | EST 5   | FIN     | PAR    | CHL     | EUR     | JPN     | SAU  | 71  | 6.º  | 347 | 2.º |